# Lissonota pentazona
Lissonota pentazona là một loài tò vò trong họ Ichneumonidae.